# آدم فيكيت
آدم فيكيت (بالمجرية: Fekete Ádám)‏ (22 يناير 1988 بنيرغهازا في المجر - ) هو لاعب كرة قدم مجري في مركز الهجوم. لعب مع Nyíregyháza Spartacus FC ‏ وSzigetszentmiklósi TK ‏ وBaktalórántháza VSE ‏ وTuzsér Erdért SE ‏ ونادي ليوبن ‏.

## وصلات خارجية
- آدم فيكيت على موقع قاعدة بيانات كرة القدم.إي يو (الإنجليزية)
- آدم فيكيت على موقع Soccerway.com (الإنجليزية)